# Otto Dobrindt
Otto Dobrindt né le 24 août 1886 à Henkendorf (Prusse-Occidentale), aujourd'hui Hanki (en Pologne) et mort à Berlin le 13 septembre 1963, est un chef d'orchestre, arrangeur de musique légère et compositeur de musique de film allemand.

## Biographie
Dobrindt a commencé comme gérant des différentes labels de disques du groupe Carl Lindström (en) AG (Odeon, Parlophone et Beka), dont il était le directeur en chef. À partir de 1925, il prend sous divers pseudonymes (notamment saxophone orchestre Dobbri, Odeon Dance Orchestra, Wiener Bohème Orchestra, Dobbri, Robert Renard, Eddie saxonne, Frank Sandler, Eric Harden, Götz Höhne, Horst Platen) ses propres productions dans différents styles qui va du swing à la musique légère classique. L’Orchestre Otto Dobrindt a accompagné de nombreuses stars de cinéma de la firme UFA par des enregistrements de disques ; par exemple, Lilian Harvey (1931–1932), Willy Fritsch et Hans Albers. Dobrindt a réalisé l'enregistrement de pots-pourris de La Veuve Joyeuse avec la chanteuse et actrice suédoise Zarah Leander (1907–1981), également vedette de la UFA, la soprano Emmy Bettendorf (de) (1928), le ténor Joseph Schmidt (1932)...
Après le départ du chef et violoniste Dajos Béla en 1933, il reprend la direction du Wiener Boheme-Orchester qui enregistrait aussi sous étiquette Odeon.
En 1935 il reprend la gestion de l'animation de l’Orchestre Otto Dobrindt sur Deutschlandsender (de), l'une des premières radio allemande. La même année, il a écrit la musique de pour le film « Alles hört auf mein Kommando » (avec Marianne Hoppe, Adele Sandrock, Gustav Püttjer). Il a dirigé de nombreux concerts en arborant, au revers de sa veste, le Badge du Parti du NSDAP.
À partir de 1945, Dobrindt, abandonnant ses pseudonymes, se consacre uniquement à la musique classique à partir de 1955. Il dirige l'orchestre de divertissement de la Berliner Rundfunk, dans le secteur oriental de la ville. Dobrindt a également dirigé d'autres orchestres dans la RDA. Après 1961, il prend la responsabilité du département opérettes de l'orchestre symphonique de la radio de Leipzig et travaille avec l'Orchestre symphonique de la DEFA, ensemble de la firme de production cinématographique, créé au début des années 1950 en RDA (Rauschende Melodien, 1955, musique de Johann Strauß).
Malgré son passé, « la musique était toute sa vie, il ne se consacrait tout entier qu'à elle [...] ce grand Artiste était un homme affable et un humaniste ».

## Enregistrements
Disques noirs
- Im Uhrenladen (1893) In a Clock Store (Charles Orth) et Im Klostergarten (Ketèlbey) - Orchestre Otto Dobrindt (31 et 19 août 1929, 78t Derby D.O. 5641)
- Franz Lehár, Wolgalied et Willst Du ? (extr. Der Zarewitsch) - Herbert Ernst Groh, ténor ; Orchestre Otto Dobrindt (45t Odeon OBL 1006)
- Giacomo Puccini, Fantasie Aus « La Bohème » (78t Odeon O-7780)
- Roger Quilter, A children’s Overture, op. 17 - Orchestre Parlophone (12 juin 1929, 78t Parlophone PE101912)
- Franz Lehár, La Veuve Joyeuse (22 novembre 1940, 78t Odeon O-9116)
- Tchaikovski, Casse-noisette, op. 71 - Orchestre symphonique de la radio de Berlin (1954, LP Urania URLP 237)
- Edvard Grieg, Hochzeitstag Auf Troldhaugen, et Dmitri Milioutine, extr. Die Brautschau, Ouverture, Mädels Rasch In Reih' Und Glied - Orchestre symphonique de la radio de Berlin (1960, LP AMIGA 5 40 130)
- Johann Strauss, An Der Schönen Blauen Donau et Emmerich Kálmán, Dorfkinder-Walzer* - Chœur* et Orchestre symphonique de la radio de Berlin (1960, LP AMIGA 5 40 119)
- Johann Strauß, A Saga Night In Vienna With Johann Strauss - Orchestre du Gewandhaus de Leipzig, Dir. Otto Dobrindt (1961, LP Saga XID STXID 5003)
- Johann Strauß, Die Fledermaus [La Chauve-souris] - Orchestre du Gewandhaus de Leipzig, Dir. Otto Dobrindt (1962, LP AMIGA 5 40 195)

Rééditions
- Dobbri, Robert Renard & Cie, Dynamisme, pittoresque et facétie... (enregistrements 1928–1944, coll. "Joyaux de la musique de divertissement" CD ILD 642163)[6]

À quoi s'ajoute de nombreuses pièces en récital avec des chanteurs des années 1930 à 1960 ; par exemple le ténor Charles Kullman (1931, un air des Contes d’Hoffmann d'Offenbach, deux mélodies du Das lied der liebe, de J. Strauss-Korngold : Die eine Frau et Du bist mein Traum chez Nimbus) ou le baryton Karl Schmitt-Walter (ca. 1960, Wagner, Verdi chez Berlin Classics).